# Samet Keskin
Samet Keskin – turecki bokser, zdobywca 3. miejsca na mistrzostwach Unii Europejskiej w 2008 roku.